# Gran Hartford
El área metropolitana de Hartford, Gran Hartford o Área Estadística Metropolitana de 	Hartford-West Hartford-East Hartford, CT MSA, como la denomina oficialmente la Oficina de Administración y Presupuesto, es un Área Estadística Metropolitana centrada en la ciudad de Hartford, capital del estado estadounidense de Connecticut. Tiene una población de 1.212.381 habitantes según el Censo de 2010, convirtiéndola en la 45.º área metropolitana más poblada de los Estados Unidos.

## Composición
Los 3 condados del estado de Connecticut que componen el área metropolitana, junto con su población según los resultados del censo 2010:
- Hartford – 894.014 habitantes
- Middlesex – 165.676 habitantes
- Tolland – 152.691 habitantes

## Área Estadística Metropolitana Combinada
El área metropolitana de Cleveland es parte del Área Estadística Metropolitana Combinada de Hartford-West Hartford-Willimantic, CT CSA junto con el Área Estadística Micropolitana de Willimantic, CT µSA, que abarca el condado de Windham; 
totalizando 1.330.809 habitantes en un área de 6.542 km².

## Principales comunidades del área metropolitana
Ciudades principales o núcleo
- Hartford
- West Hartford
- East Hartford